# Joanna Długosz
Joanna Maria Długosz (ur. 1979) – polska prawniczka, dr hab. nauk prawnych, profesor uczelni Katedry Prawa Karnego Wydziału Prawa i Administracji Uniwersytetu im. Adama Mickiewicza w Poznaniu i adiunkt Europejskiego Uniwersytetu Viadrina.

## Życiorys
W 2003 ukończyła studia prawnicze na Uniwersytecie im. Adama Mickiewicza oraz w Europejskim Uniwersytecie Viadrina, 12 lipca 2006 obroniła pracę doktorską Europeizacja polskiego prawa karnego w zakresie kryminalizacji zjawiska prania pieniędzy w ujęciu prawnoporównawczym, 21 marca 2017  habilitowała się na podstawie pracy zatytułowanej Ustawowa wyłączność i określoność w prawie karnym. Otrzymała nominację profesorską.
Była adiunktem w Katedrze Prawa Karnego na Wydziale Prawa i Administracji Uniwersytetu im. Adama Mickiewicza w Poznaniu.
Piastuje stanowisko profesora uczelni Katedry Prawa Karnego Wydziału Prawa i Administracji Uniwersytetu im. Adama Mickiewicza w Poznaniu, a także adiunkta  Europejskiego Uniwersytetu Viadrina.